# RMS Queen Mary
RMS Queen Mary är ett oceangående passagerarfartyg som sjösattes 26 september 1934 i Cunard Lines (företaget hette då Cunard White Star Line) regi seglade på Nordatlanten åren 1936-1967. Fartyget gick på rutten Southampton-New York. Under andra världskriget fungerade fartyget som trupptransportfartyg.

## Konstruktion och dop
År 1926 började Cunard Line planera för en ersättning för RMS Mauritania (1906). Arbetet började i september 1930 och den 31 januari kölsträcktes ”Skrov nr 534” vid John Brown & Company i Skottland. Arbetet kom igång snabbt men stoppades i december på grund av den stora depressionen drabbade sjöfarten och många rederier hade gått i konkurs. Den brittiska regeringen gick med på ett lån på tre miljoner pund för att färdigställa bygget, men krävde att Cunard Line och White Star Line fusionerades. Queen Mary döptes vid sjösättningen av drottning Mary av Teck den 26 september 1934.
Queen Mary hade fyra pannrum med yarrowpannor och fyra parsonsturbiner i två maskinrum. Turbinerna kunde leverera 212 000 shp (158 000 kilowatt) till fyra propellrar. Fartygets utrustning tog 18 månader och utfördes av Bromsgrove Guild. Vid provturen i början av 1936 mättes högsta fart 32,8 knop (60 km/tim).

## Före andra världskriget
Den 27 maj 1936 lämnade Queen Mary Southampton på sin jungfruresa. Cunard Line hade en tradition av yppersta service och bästa hytter i alla klasser. Sir Edgar Britten var fartygets första kapten och hade en besättning på 1273 personer uppdelade på avdelningarna däck, maskin och ombordservice för högsta säkerhet och bäst service. Fartyget kunde ta 2139 passagerare, uppdelade 776 i första klass, 784 i turistklass och 579 i ekonomiklass. Den 1 juni passerade hon Frihetsgudinnan och eskorterades av USA:s flotta in till Pir 90 i New York. I augusti samma år erövrade hon Atlantens blå band, 4 dygn 0 timmar västerut, 3 dygn 23 timmar österut med genomsnittsfart 30,83 knop.
Den 28 oktober drabbades Edgar Britten av ett slaganfall strax innan Queen Mary skulle lämna Southampton och dog på ett vårdhem i land.

### Inredning
Queen Mary hade festvåning, tre restauranger, turkiskt bad, sjukhus, kapell och synagoga, bibliotek, skrivrum, lekrum mm. Inredningen var det bästa tänkbara i art décostil och utfördes av Bromsgrove Guild som anlitat 30 konstnärer skulptörer och hantverkare. Exotiska träslag användes och fartyget kallades The Ship of Beautiful Woods.

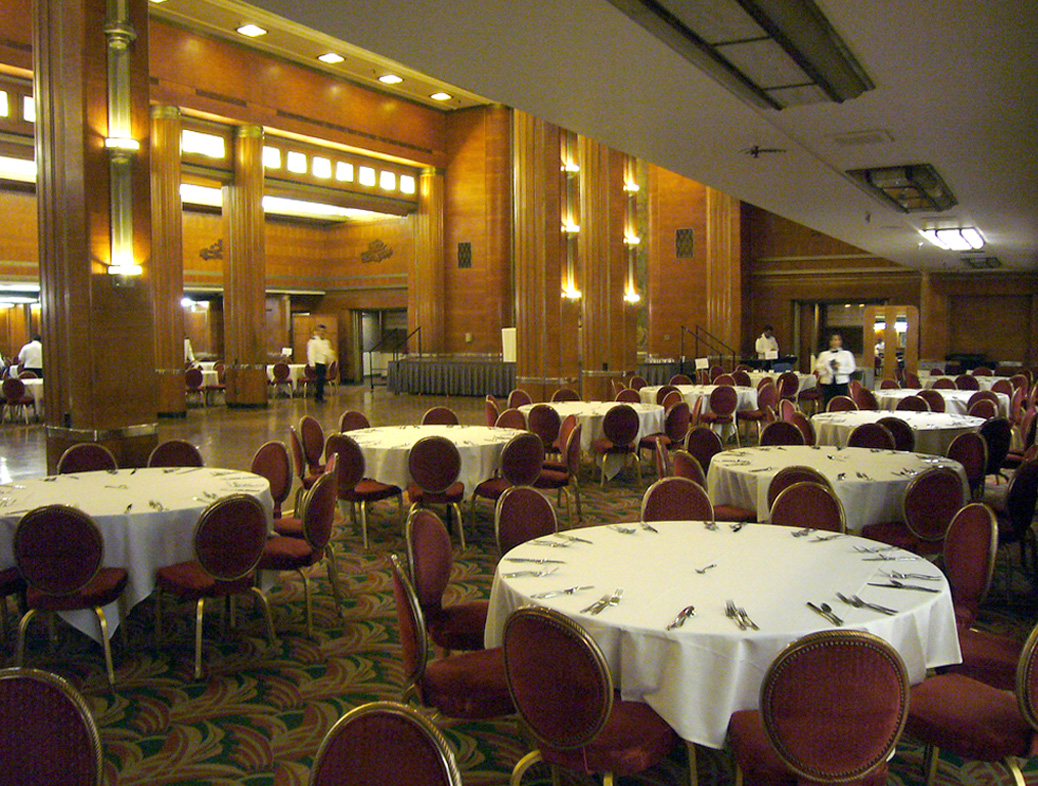
Queen Mary Stora salongen
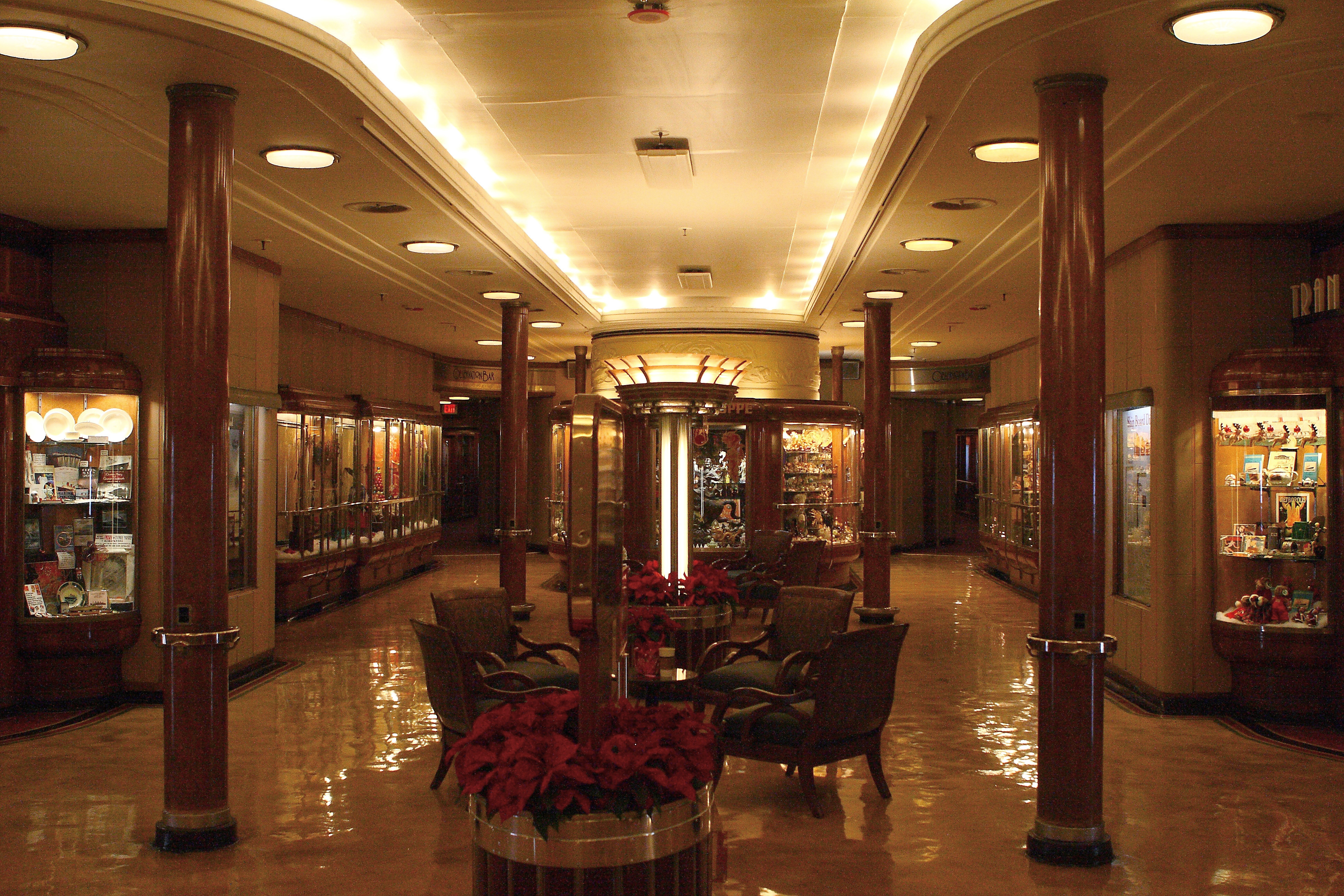
Promenaddäck och butiker i 1. Klass
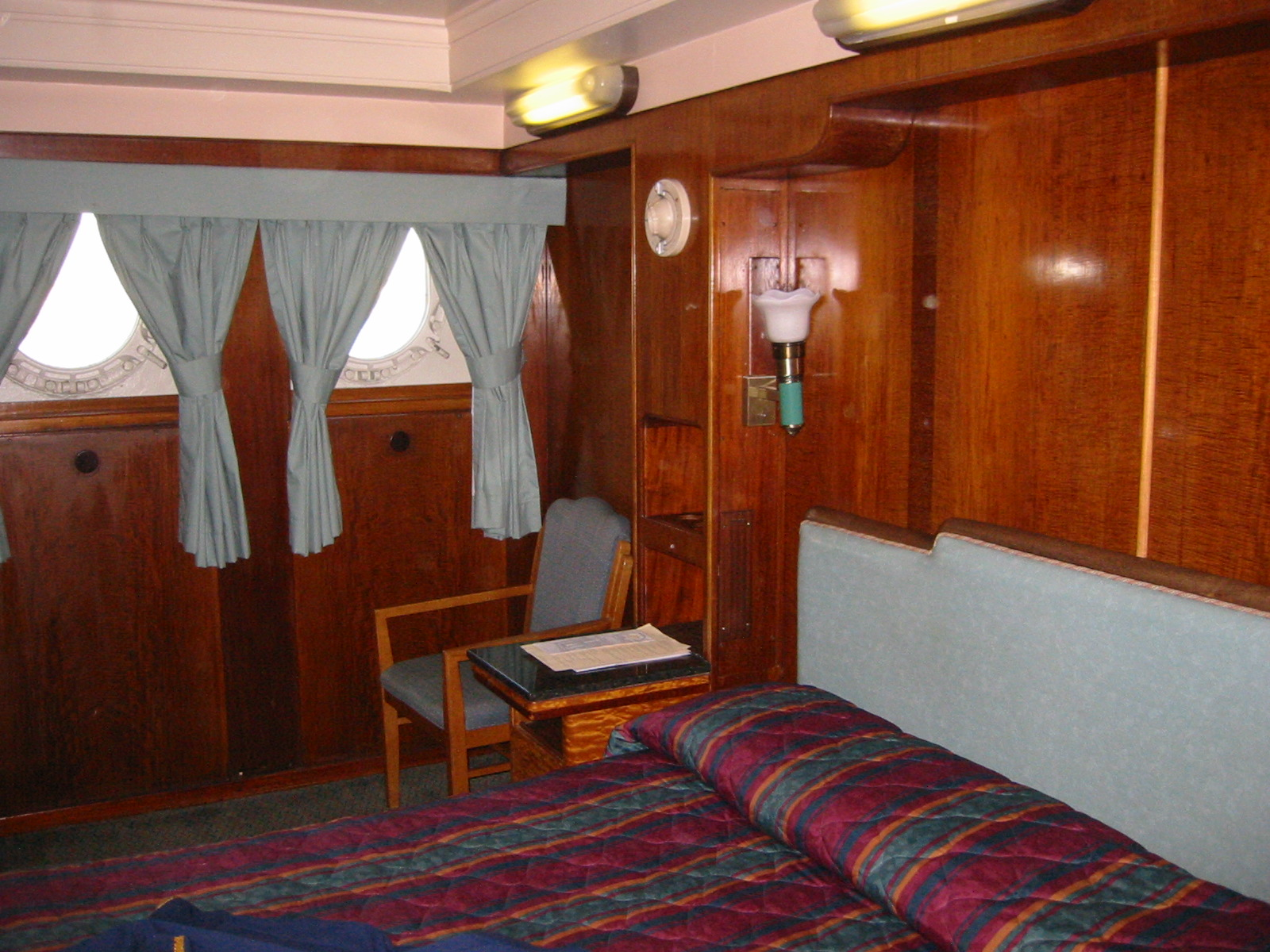
1. klasshytt

## Andra världskriget
Den 30 augusti 1939 seglade Queen Mary ut från Southamptons hamn med destination New York. Två dagar senare anföll tyska armén Polen och den 3 september förklarade Frankrike och Storbritannien krig mot Tyskland. Både Queen Mary och systerfartyget RMS Queen Elizabeth rekvirerades för krigstjänst. Brittiska regeringen meddelade Cunard att RMS Queen Mary skulle utrustas som trupptransportfartyg. Möbler, inventarier och inredning lagrades i Cunards förråd vid Pir 90.

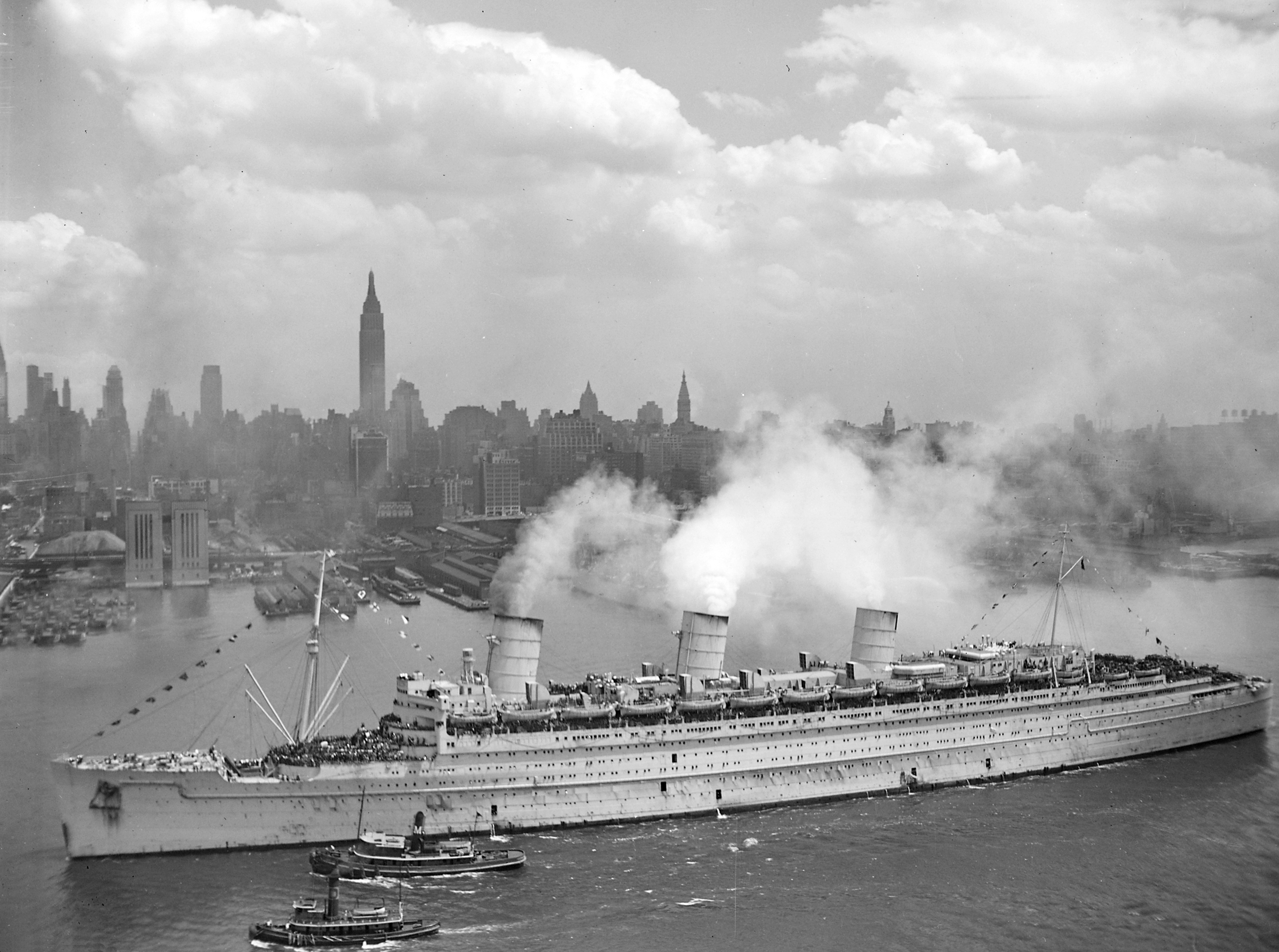
RMS Queen Mary 20 juni 1945 New York

I mars 1940 skickades Queen Mary till Sydney via Kapstaden för att byggas om till trupptransportfartyg. Hon målades grå och utrustades med 10 kanon, luftvärn,  sonar för att upptäcka ubåtar och magnetskydd mot minor. Den 4 maj återvände Queen Mary till Storbritannien med 5 000 soldater ur den Australiska imperiestyrkan och ankom till Clyde den 16 juni. Efter ytterligare ombyggnad kunde Queen Mary ta upp till 15 000 soldater. Hennes höga fart och att hon ofta gick i zickzack-kurs gjorde att det var praktiskt taget omöjligt för ubåtar att komma inom skotthåll.
Den 23 december 1942 lämnade Queen Mary Gourock vid floden Clydes mynning med 10 669 soldater ombord, destination Sydney via Suezkanalen.
Under en resa i december 1942 råkade Queen Mary ut för en svår storm 600 distansminuter väster om Skottland. Hon träffades av en monstervåg, som uppskattades till 28 meter. Fartyget krängde 52 grader och var ytterst nära att kapsejsa med 16 683 människor ombord.
Den 25 maj 1944 siktade den tyska ubåten U-853 Queen Mary med amerikanska soldater och utrustning ombord. Ubåten dök för att gå till attack, men hade ingen chans att komma ifatt det stora och snabba fartyget.
Ubåten kom upp till ytan i Queen Marys kölvatten och attackerades av flygplan från det engelska hjälphangarfartyget MV Ancylus. Ubåten besvarade elden och klarade sig undan.

## Long Beach

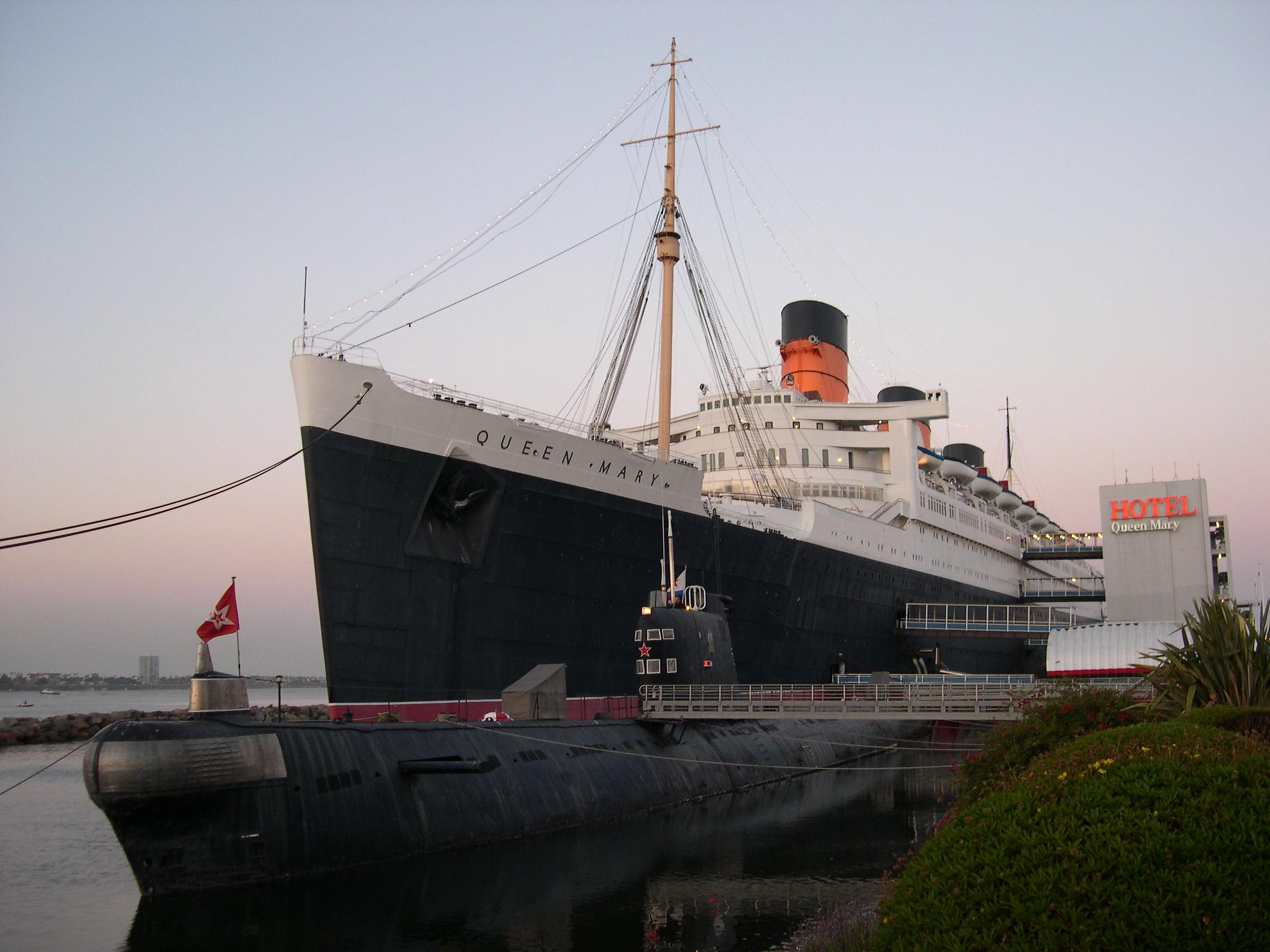
Queen Mary Hotell

1967 köpte staden Long Beach i Kalifornien och byggde om Queen Mary till ett flytande hotell och museum. Ombyggnaden blev omfattande, skorstenarna var sönderrostade och ersattes av attrapper. Alla pannrum, turbinrum och det förliga maskinrummet tömdes helt och byggdes om till museum och förråd.. Endast aktra maskinrummet med axeltunnlar sparades. För att klara fartygets stabilitet fylldes bottentankar med 9 500 ton lera.
Den 8 maj 1971 öppnade Queen Mary portarna för turister, konferensdeltagare och hotellgäster.

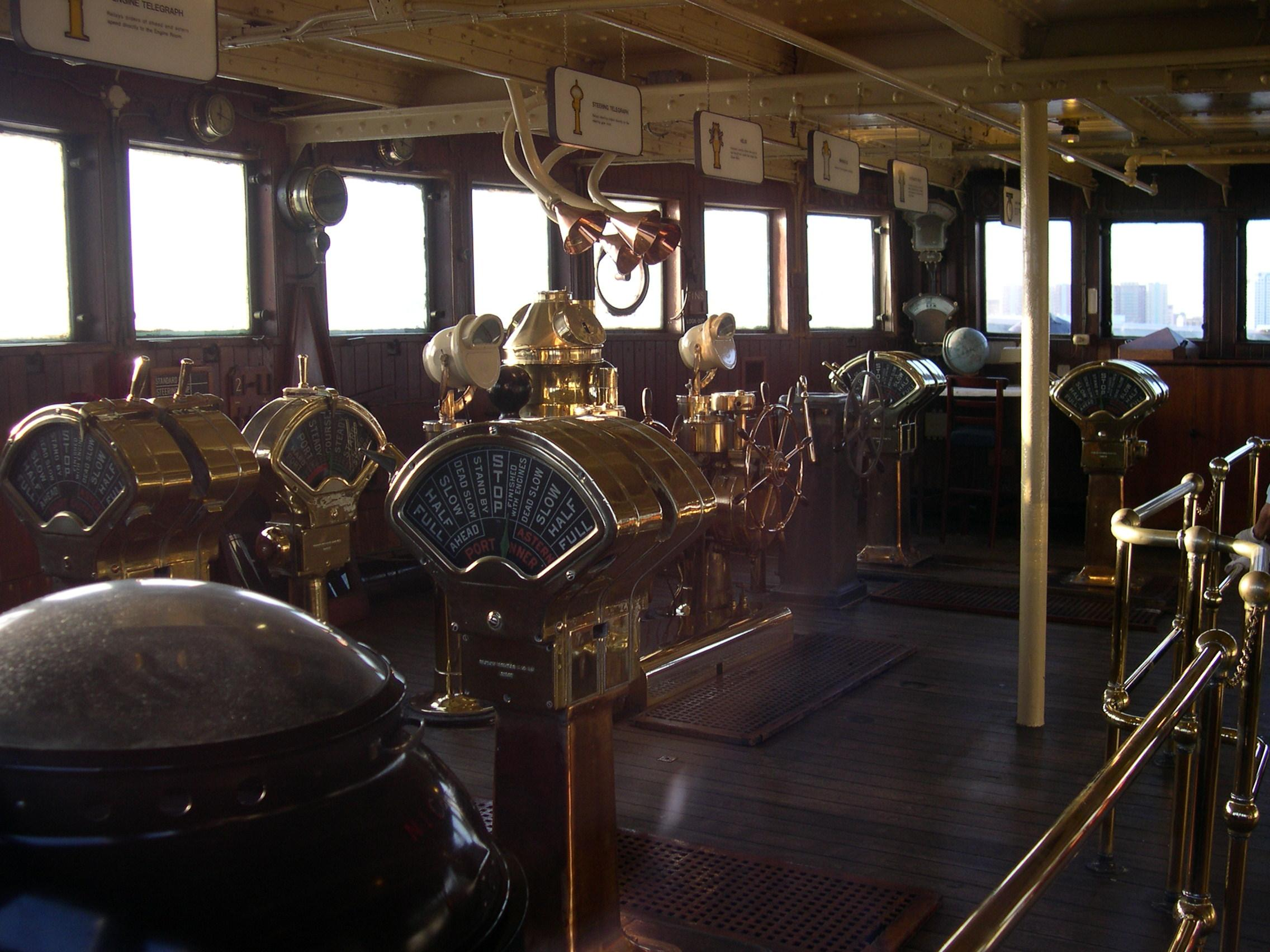
Queen Mary, bryggan
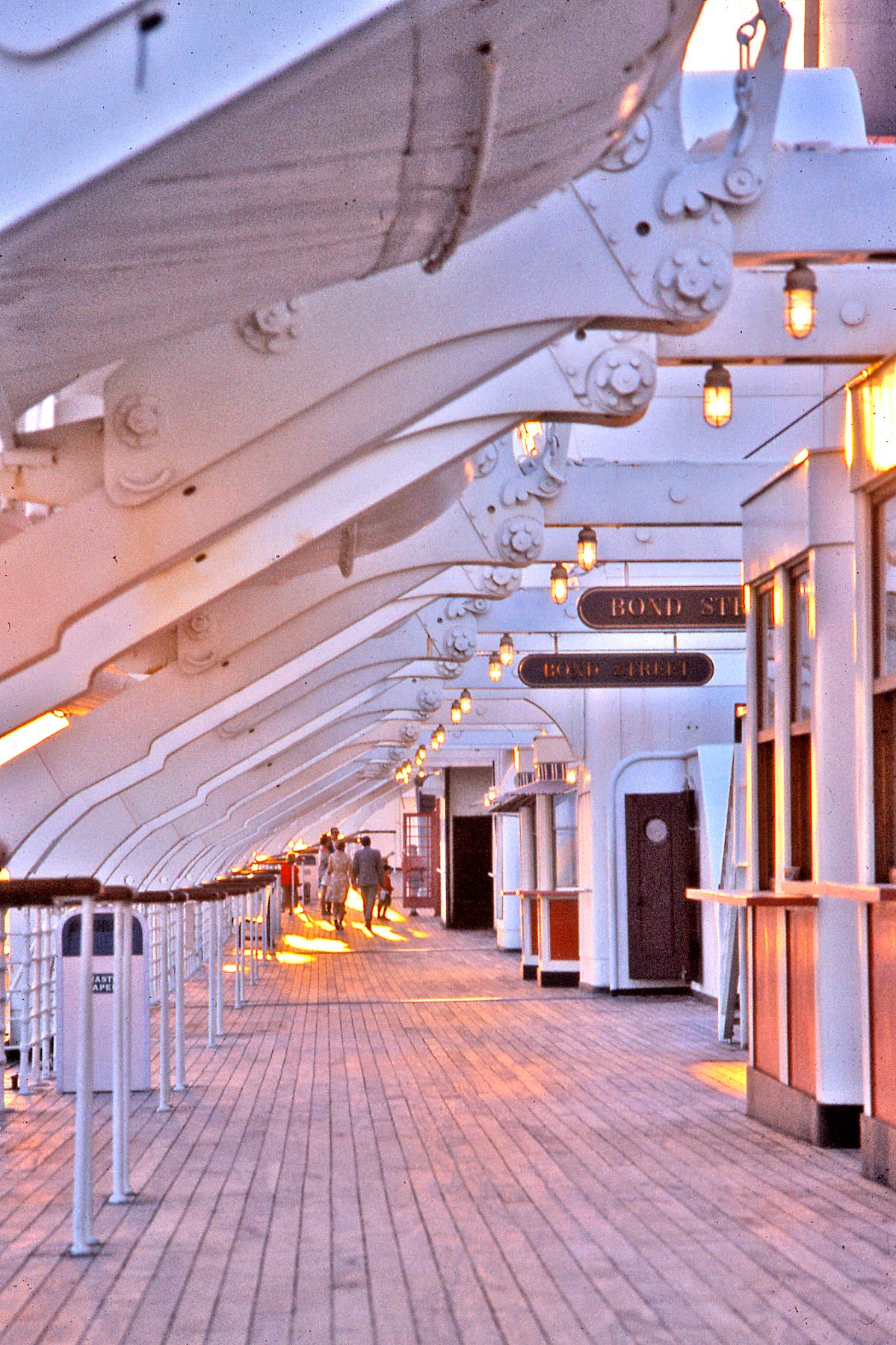
Styrbords soldäck
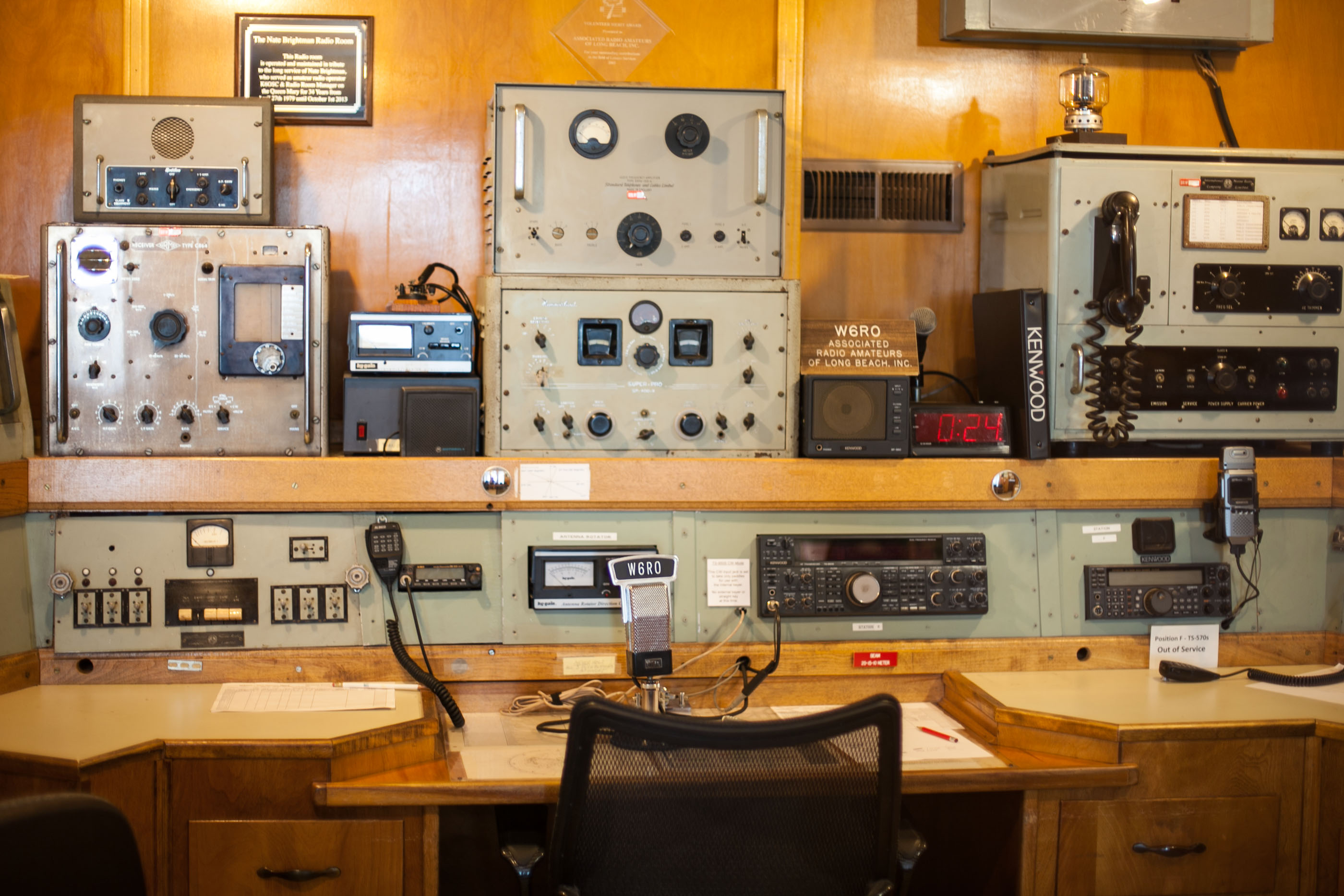
Queen Mary, radiohytt
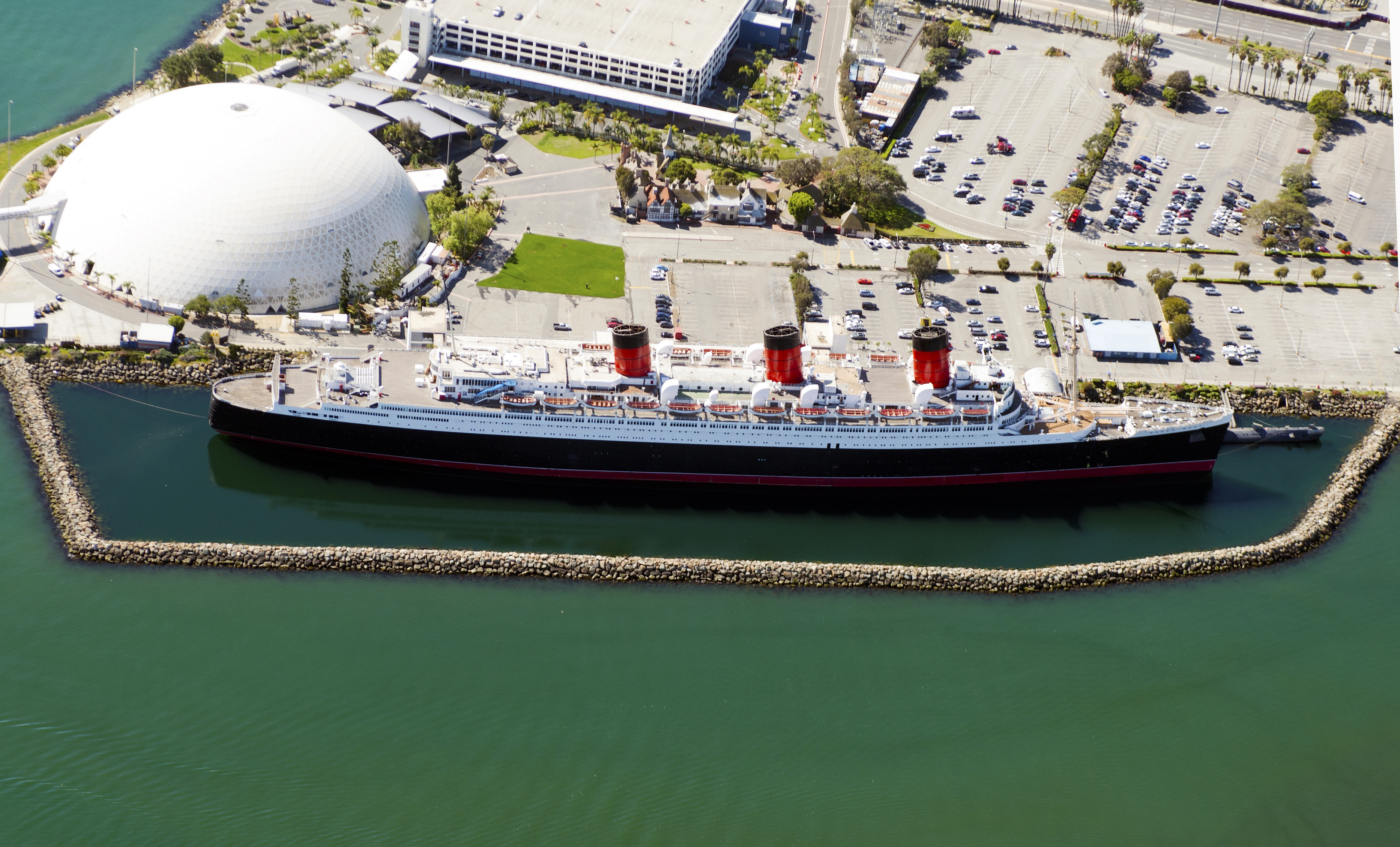
Flygbild över Queen Mary i Long Beach.